# Грбавац (приповетка)
„Грбавац” (енгл. The Adventure of the Crooked Man) је једна од 56 приповедака о Шерлоку Холмсу које је написао Артур Конан Дојл и осма је прича у Мемоарима Шерлока Холмса. Објављена је у британском часопису The Strand Magazine у јулу 1893. године, као и америчком часопису Harper's Weekly истог месеца.
Дојл је сместио ову приповетку на петнаесто место на својој листи деветнаест омиљених прича о Холмсу.

## Радња
Шерлок Холмс долази у посету доктору Вотсону касно једне вечери да му исприча о случају на којем је радио, као и да га позове да буде сведок завршне фазе истраге. Пуковник Џејмс Баркли из олдершотског пука пронађен је мртав, очигледно убијен, а његова супруга, Ненси, је главна осумњичена. Пуковникове колеге официри су прилично збуњени његовом судбином, јер је већина њих одувек веровала да су он и Ненси срећан пар. Међутим, током година су приметили да је пуковник деловао више везан за своју жену него она за њега. Такође су приметили да је пуковник понекад имао нападе дубоке депресије и нерасположења без очигледног разлога.
Као ожењен официр, пуковник је живео са својом супругом у вили изван логора у Олдершоту, а једне вечери је Ненси изашла увече са својом комшиницом, госпођицом Морисон, због посла који је био повезан са њеном црквом, и вратила се недуго затим. Ушла је у ретко коришћену јутарњу собу и замолила собарицу да јој донесе чај, што је за Ненси било необично. Чувши да му се жена вратила, пуковник јој се придружио у јутарњој соби. Кочијаш га је видео како улази и то је био последњи пут да је виђен жив.
Ролетне у јутарњој соби биле су подигнуте, а стаклена врата која излазе на травњак била су отворена. Када је собарица донела чај, чула је расправу између Ненси и њеног мужа и чула је како Ненси изговара име „Давид”. Довела је другу слушкињу и кочијаша, који су дошли и прислушкивали. Ненси је била веома љута и викала је каква је кукавица њен муж; његове речи су биле мекше и мање јасне. Одједном, пуковник је повикао, зачуо се тресак, а Ненси је вриснула.
Схвативши да се нешто страшно управо догодило, кочијаш је покушао да на силу отвори закључана врата, али није могао. Сетио се спољних стаклених врата и изашао напоље да кроз њих уђе у собу. Ушавши, открио је да се Ненси онесвестила, а да је пуковник лежао мртав у локви сопствене крви. Кочијаш је позвао полицију и лекарску помоћ, а такође је, на своје изненађење, установио да кључ није у закључаним вратима изнутра. Чак и током детаљне претраге нису успели да га пронађу. У јутарњој соби пронађено је и необично оружје налик палици. Иако је особље видело пуковникову колекцију оружја, не препознаје ово оружје.
Холмс верује да случај није онакав какав се у почетку чини. Иако је особље сасвим сигурно да је чуло само гласове пуковника и његове супруге, Холмс је уверен да је трећа особа ушла у просторију у тренутку пуковникове смрти и, из неког разлога, побегла са кључем. Ово Холмс закључује на основу трагова пронађених на путу, на травњаку и у јутарњој соби. Што је још чудније, изгледа да је тајанствени човек довео животињу са собом. Судећи по траговима стопала које је направила, животиња је дугачка са кратким патуљастим ногама, попут ласице или чокота, али је већа од било које од тих животиња. Такође је оставила трагове канџи на завеси, што је навело Холмса да закључи да је у питању месождер, јер је близу завесе био кавез за птице.
Холмс је сигуран да госпођица Морисон држи кључ мистерије и у праву је. Она тврди да не зна ништа о разлогу свађе између њених комшија, али када јој Холмс каже да би се Ненси лако могла суочити са оптужбом за убиство, она осећа да може изневерити своје обећање и исприча све. У свом кратком изласку, њих две су среле грбавог, деформисаног старца који је носио дрвену кутију. Подигао је поглед ка Ненси и препознао ју је, а и она њега. Ненси је замолила госпођицу Морисон да настави без ње јер је очигледно требало да разговара о приватној ствари са овим човеком. Вратила се веома љута и натерала је своју пријатељицу да се закуне да неће ништа рећи о инциденту, тврдећи да је тај човек њен бивши познаник кога су затекла тешка времена.
Ово додатно олакшава Холмсов случај. Он зна да у околини не може бити много људи овог описа, и убрзо га идентификује као Хенрија Вуда и одлази са Вотсоном да га посети следећег дана у његовој соби. Вуд објашњава све. Био је десетар у истом пуку као и пуковник Баркли, који је у то време још био наредник, у време индијске побуне 1857. године. Такође у то време, он и Баркли су се борили за Ненсину руку. Хенри није био деформисан и изгледао је много боље у то време. Пук је био ограничен на своје насеље због превирања у Индији, а вода је нестала, између осталих проблема. Затражен је добровољац да изађе и позове помоћ, а Хенри се добровољно пријавио да то учини. Наредник Џејмс Баркли — касније пуковник — упутио је Хенрија на најбезбеднији пут којим треба да крене. Али док је Хенри путовао дуж руте, нападнут је и заробљен, при чему је остао без свести. Када је дошао к себи, закључио је из онога што је знао на локалном језику, којим су говорили његови отмичари, да га је наредник Баркли издао непријатељу, вођен једним мотивом — да се отараси Хенрија како би могао да има Ненси за себе. Хенри је био више пута мучен, због чега се деформисао, провео године као роб, а затим као луталица, зарађивао новац као мађионичар, а када је остарио, чезнуо је да се врати у Енглеску. Потражио је војнике и са њима се вратио у своју земљу.
Онда је, сасвим случајно, те вечери срео Ненси, која је била шокирана када је сазнала да је жив. Међутим, иако то она није знала, пратио ју је кући и био сведок свађе, јер су ролетне биле подигнуте, а стаклена врата отворена. Попео се преко ниског зида и ушао у собу. Аполектични напад изазван његовим призором убио је пуковника на лицу места, а Ненси се онесвестила. Хенри је тада прво помислио да отвори унутрашња врата и позове помоћ, и узео је кључ од сада онесвешћене Ненси да то учини. Схвативши да је ситуација за њега изгледала веома лоше и да би и он сам могао бити оптужен за убиство, уместо тога је одлучио да побегне, зауставивши се тек толико да поврати Тедија, свог мунгоса којег је користио у својим мађионичарским триковима, а који је побегао из дрвене кутије. Међутим, испустио је свој штап, чудно оружје које је касније пронађено, и нехотице је однео кључ са собом.
Истрага је већ ослободила Ненси, након што је пронађен узрок пуковникове смрти — апоплексија (Хенри је тврдио да је пуковник био мртав пре него што је задобио своју очигледно смртоносну рану на глави од ударања у браник камина, а стручњаци су очигледно дошли до истог закључка).
Што се тиче „Давида”, ово је очигледно био прекор у којем је Ненси упоредила свог мужа са библијским краљем, који је Батсабиног мужа Урију преместио у зону са тешким борбама како би био убијен, остављајући Давиду слободу да се ожени Уријином женом.

## Коментар
„Елементарно, драги мој Вотсоне” је често цитирана изјава Шерлока Холмса. Међутим, Холмс то никада није рекао ни у једној причи сер Артура Конана Дојла. Међутим, у овој причи, он је најближи томе:
„Имам предност што знам твоје навике, драги мој Вотсоне,” рекао је.
…
„Одлично!” узвикнуо сам.
„Елементарно,” рекао је он.
Адаптација мреже Granada Television преокреће често цитирано „Елементарно, драги мој Вотсоне” завршавајући тако што је Вотсон закључио да је Холмс потражио одломак у Библији откако су се вратили кући из Олдершота. Када Холмс пита Вотсона како је знао, он је одговорио „Елементарно, драги мој Холмсе” након што је објаснио како је дошао до свог закључка.
Тачан датум дешавања ове приче није познат, али пошто је Ненси била у браку „више од тридесет година” и пошто је индијска побуна избила 1857, чини се да је датум негде после 1887. године. Први Вотсонови редови говоре о томе ова прича се догодила у „лето” непосредно после његовог венчања, што је било 1889. године; тако да би лето 1889. било тачно.

## Историја објављивања
Приповетка је објављена у британском часопису The Strand Magazine у јулу 1893. године, као и у америчком часопису Harper's Weekly 8. јула исте године. Такође је објављена у америчком издању часописа The Strand Magazine у августу 1893. Прича је објављена са седам илустрација Сиднеја Паџета у овом часопису, као и са две илустрације В. Х. Хајда у часопису Harper's Weekly. Уврштена је у Мемоаре Шерлока Холмса, који су објављени у децембру 1893. у Великој Британији и у фебруару 1894. у САД.

## Адаптације

### Филм и телевизија
Прича је 1923. адаптирана као кратки неми филм, који је био део филмског серијала у коме је Еје Норвуд глумио Холмса. Поред њега су се појавили Хјуберт Вилис као Вотсон, Гледис Џенингс као госпођа Баркли и Дора де Винтон као госпођица Морисон.
Епизода серије Авантуре Шерлока Холмса са Џеремијем Бретом верна је оригиналу — осим што овде домаћица, уместо кочијаша, каже Холмсу о трагу кључа који недостаје. Такође наговештава да је Баркли највећи део свог брзог успона у чиновима од наредника до официра дуговао, барем делимично, због брака са ћерком мајора пуковског наредника — а не заслугама, пошто је Марфи већ био млади подофицир у време када је Баркли био наредник; у време приче Марфи је још увек само мајор у „привременој” команди пука. У овој епизоди су глумили Норман Џоунс као Хенри Вуд, Лиза Данијели као Ненси Баркли, Денис Хоторн као Џејмс Баркли, Фиона Шо као госпођица Морисон, Пол Чепмен као мајор Марфи, Шела Стивенсон као Џејн, Мајкл Ламсден као млади Хенри Вуд, Кетрин Рабет као млада Ненси и Џејмс Вилби као млади Баркли.
Прича је адаптирана 1999. године као епизода анимиране телевизијске серије Шерлок Холмс у 22. веку, под називом „Грбавац”.
Холмс описује овај случај својој групи зависника у епизоди „Џиновски пиштољ, пун дроге” (2013) у ТВ серији Елементарно.

### Радио
Едит Мејзер је адаптирала ову причу као епизоду америчке радио-серије Авантуре Шерлока Холмса, која је емитована 1. децембра 1930. са Ричардом Гордоном као Шерлоком Холмсом и Лијем Ловелом као др Вотсоном.
Мејзерова је такође адаптирала причу као епизоду касније америчке радио-серије Нове авантуре Шерлока Холмса, са Бејзилом Ратбоном као Холмсом и Најџелом Брусом као Вотсоном, која је емитована 10. новембра 1940. године.
Мајкл Хардвик је драматизовао причу као радио-адаптацију BBC Light програма из 1966. године, као део радио серије из 1952–1969, у којој су се појавили Карлтон Хобс у главној улози Холмса и Норман Шели као Вотсон.
Ова приповетка је драматизована за BBC Radio 4 током 1992. године од стране Берта Кулса као део радио-серије из 1989–1998. у којој су глумили Клајв Мерисон као Холмс и Мајкл Вилијамс као Вотсон. Такође су се појавили Брајан Блесед као Хенри Вуд и Теренс Едмонд као мајор Марфи. Ова адаптација садржи преокрет: након што је Холмс напустио собу, Вотсон саветује Хенрију да сачека неко време, а затим да се врати Ненси Баркли, и да јој његово изобличење неће бити важно. Хенри одговара двосмислено, а ствар је остала (што се публике тиче) нерешена.
Прича је адаптирана као епизода Класичних авантура Шерлока Холмса, радио-серије у америчкој радио-емисији Imagination Theatre, у којој су глумили Џон Патрик Лоури као Холмс и Лоренс Алберт као Вотсон. Епизода је емитована 2015. године.